# 보우 (연호)
보우(寶祐, 1253년 ~ 1258년)는 남송 이종(理宗) 조윤(趙昀)의 여섯번째 연호이다. 6년 가량 사용하였다.

## 개원
- 순우(淳祐) 12년 9월 1일[1](율리우스력 1252년 10월 5일)에 연호를 보우(寶祐)로 정하고, 다음 해 1월 1일[2](율리우스력 1253년 1월 31일)에 개원함.[3][4][5][6]

- 보우(寶祐) 6년 12월 1일[7](율리우스력 1258년 12월 27일)에 연호를 개경(開慶)으로 정하고, 다음 해 1월 1일[8](율리우스력 1259년 1월 25일)에 개원함.[9][10][5][6]

## 연대 대조표
| 보우 | 서기(西紀) | 간지(干支) |
| 원년 | 1253년     | 계축(癸丑) |
| 2년  | 1254년     | 갑인(甲寅) |
| 3년  | 1255년     | 을묘(乙卯) |
| 4년  | 1256년     | 병진(丙辰) |
| 5년  | 1257년     | 정사(丁巳) |
| 6년  | 1258년     | 무오(戊午) |

## 동시대 연호

### 중국
대리국(大理國)
- 천정(天定) (1251년 ~ 1254년)

### 베트남
- 응우옌퐁(元豊) (1251년 ~ 1258년)
- 티에우롱(紹隆) (1258년 ~ 1272년)

### 일본
- 겐초(建長) (1249년 ~ 1256년)
- 고겐(康元) (1256년 ~ 1257년)
- 쇼카(正嘉) (1257년 ~ 1259년)

## 같이 보기
- 중국의 연호 목록